# Koren Jelela
Koren Jelela (Koren Jelela Yal; * 18. Januar 1987 in Shewa) ist eine äthiopische Marathonläuferin.
Bei der Crosslauf-Weltmeisterschaft kam sie 2007 in Mombasa auf Platz 19, 2008 in Edinburgh auf Platz 14 und 2009 in Amman auf Platz 30.
2009 wurde sie bei ihrem Debüt über die 42,195-km-Distanz Zweite beim Venedig-Marathon und siegt danach beim Great Ethiopian Run. Im Jahr darauf wurde sie Neunte beim RAK-Halbmarathon, Zwölfte beim Boston-Marathon und Vierte beim Toronto Waterfront Marathon.
2011 stellte sie beim Mumbai-Marathon mit 2:26:56 h einen Streckenrekord auf. Einem dritten Platz beim Paris-Marathon folgte ein Sieg beim Toronto Waterfront Marathon.

## Persönliche Bestzeiten
- 3000 m: 9:12,26 min, 4. Juli 2007, Zagreb
- 5000 m: 15:51,81 min, 21. Juni 2007, Algier
- Halbmarathon: 1:08:39 h, 16. Oktober 2011, Toronto (Zwischenzeit)
- Marathon: 2:22:43 h, 16. Oktober 2011, Toronto